# Bjørn Dæhlie
Bjørn Dæhlie (født 19. juni 1967 i Elverum, Norge) er en pensioneret norsk skiløber, der regnes som en af de bedste langrendsløbere gennem tiden. Over en periode på ni år vandt han intet mindre end otte OL- og ni VM-guldmedaljer.
Hans otte olympiske guldmedaljer er rekord for en idrætsudøver ved vinter-OL, ligeså er hans i alt 12 olympiske medaljer. Dæhlie har også haft stor succes ved Verdenmesterskaberne (sytten medaljer, deraf ni af guld), specielt i 1997 hvor han hev medaljer hjem i alle fem discipliner. I slutningen af 1990'erne blev Dæhlie slemt skadet ved et styrt på rulleski. 
Bjørn Dæhlie var indehaver af det højeste kondital, der er målt på en idrætsudøver. Ved en test uden for sæsonen fik han målt 96 ml/O2/min/kg. Denne rekord er senere slået af cykelrytteren Oskar Svendsen.

## Resultater

### OL
Dæhlie deltog i tre olympiske vinterlege. Ved OL i Albertville 1992 vandt han guld i 50 km fri stil, i 25 km jagtstart og i 4×10 km stafet, mens han blev nummer to i 30 km klassisk efter sin landsmand og mangeårige rival, Vegard Ulvang.
I Lillehammer 1994 vandt han guld i 10 km klassisk og 25 km jagtstart, mens han fik sølv i 30 km fri stil samt i 4×10 km stafet.
Ved vinter-OL 1998 i Nagano vandt han sølv i 25 km jagtstart samt guld i 10 km klassisk, i 4×10 km stafet og i 50 km fri stil. Sidstnævnte medalje skulle blive den sidste OL-medalje i hans karriere.